# Sörényes farkas
A sörényes farkas vagy guara (Chrysocyon brachyurus) az emlősök (Mammalia) osztályának a ragadozók (Carnivora) rendjébe, ezen belül a kutyafélék (Canidae) családjába tartozó faj.
A Chrysocyon emlősnem egyetlen faja.

## Előfordulása
Dél-Amerikában, Brazília, Bolívia, Paraguay és Argentína területén honos. Uruguayban valószínűleg már kihalt. A füves, bokros pusztaságok, erdőszélek és a mocsárvidéki partszakaszok lakója.

## Megjelenése
Testhossza 120-130 centiméter hosszú, a farka 30-40 centiméter. A marmagassága 74-78 centiméter, súlya 20-23 kilogramm. Megjelenése miatt élőhelyén hosszú lábú rókának is nevezik. Vörös szőre, hosszúkás orra és nagy fülei vannak. Hosszú lábaival nagy távolságokat képes megtenni élénk iramban.
Érdekessége, hogy - a medvékhez, tevékhez, zsiráfokhoz hasonlóan - az azonos oldalon lévő lábait emeli egyszerre, meglehetősen szögletes mozgással, ezért járása a többi kutyaféléhez képest furcsának tűnik.

## Életmódja
Többnyire magányos, éjszakai vadász, esetleg párjával birtokolja 20-30 négyzetkilométeres territóriumát. Ha párban élnek közös területen, de a szaporodási időszakot kivéve egymástól függetlenek.
Kis termetű emlősökre, madarakra, hüllőkre és rovarokra vadászik, de sok gyümölcsöt, húsos gyökeret, hagymát is fogyaszt. Zsákmányát gyakran úgy kapja el, hogy amennyire lehet, lopakodva megközelíti, majd nagyot szökkenve ráugrik. Érdekessége még, hogy fogaival ás és nem lábaival, mint ahogyan az a kutyafélékre általában jellemző.
A természetben átlagosan 12-15 évig él.

## Szaporodása
A nőstény 62–66 napi vemhesség után hozza világra kölykeit, általában kettőt. Az apróságok 3–4 hónapos korukig csak anyatejen élnek, és a lábaik is csak egy idő után nyúlnak meg. Egyéves korukra ivarérettek lesznek, de csak a második évben szaporodnak.

## Természetvédelmi helyzete
Egy 2005-ben végzett kutatás szerint nagyjából 23 600 sörényes farkas él vadon, a legtöbb Brazíliában, azonban a faj jelenlegi helyzetéről kevés az ismeretünk. A régmúltban elsősorban azért irtották őket az állattartók, mert nagysága miatt azt hitték, hogy veszélyesek a háziállataikra. Jelenleg az élőhely csökkenése, az utakon történő gázolások, valamint a kóbor kutyák jelentik a legnagyobb veszélyt. Az utóbbiak nemcsak megtámadják és megölik a sörényes farkasokat, hanem betegségeket is terjesztenek.
A fajmegmentési program sörényes farkas állománya megközelítőleg 160 egyedből áll, amelyet 70-80 állatkertben tartanak, többnyire párban. Az állatkerti populáció helyzete stabilnak mondható, sőt, a szaporítást a program korlátozza egyes vérvonalak esetében. Ennek oka az, hogy a szaporulatnak jelenleg nehéz új helyet (állatkertet) biztosítani.
Magyarországon a Szegedi Vadasparkban él két példánya.
Szegedre 1995-ben érkezett az első sörényes farkas, a Stuttgarti Állatkertből. Azóta több pár is élt ott, sőt, szaporulat is volt. A tartásuknál a kutyaféléktől eltérő takarmányozásukra (több gyümölcs) kell odafigyelni, valamint arra, hogy az európai kutyaféléknél jóval érzékenyebbek a kullancs által terjesztett babéziára, amely végzetes lehet számukra. Ezért hetente permetezik a kifutójukban. Legutoljára csak 2001-ben örülhettünk a kis farkasok felcseperedésének. Hosszú szünet után, 2016 februárjának hatodik napján születtek végre újra kis sörényes farkasok. A három egészséges kölyköt szüleik gondosan nevelik.

## Képek

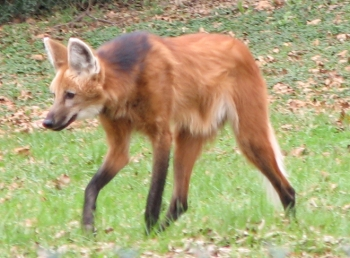
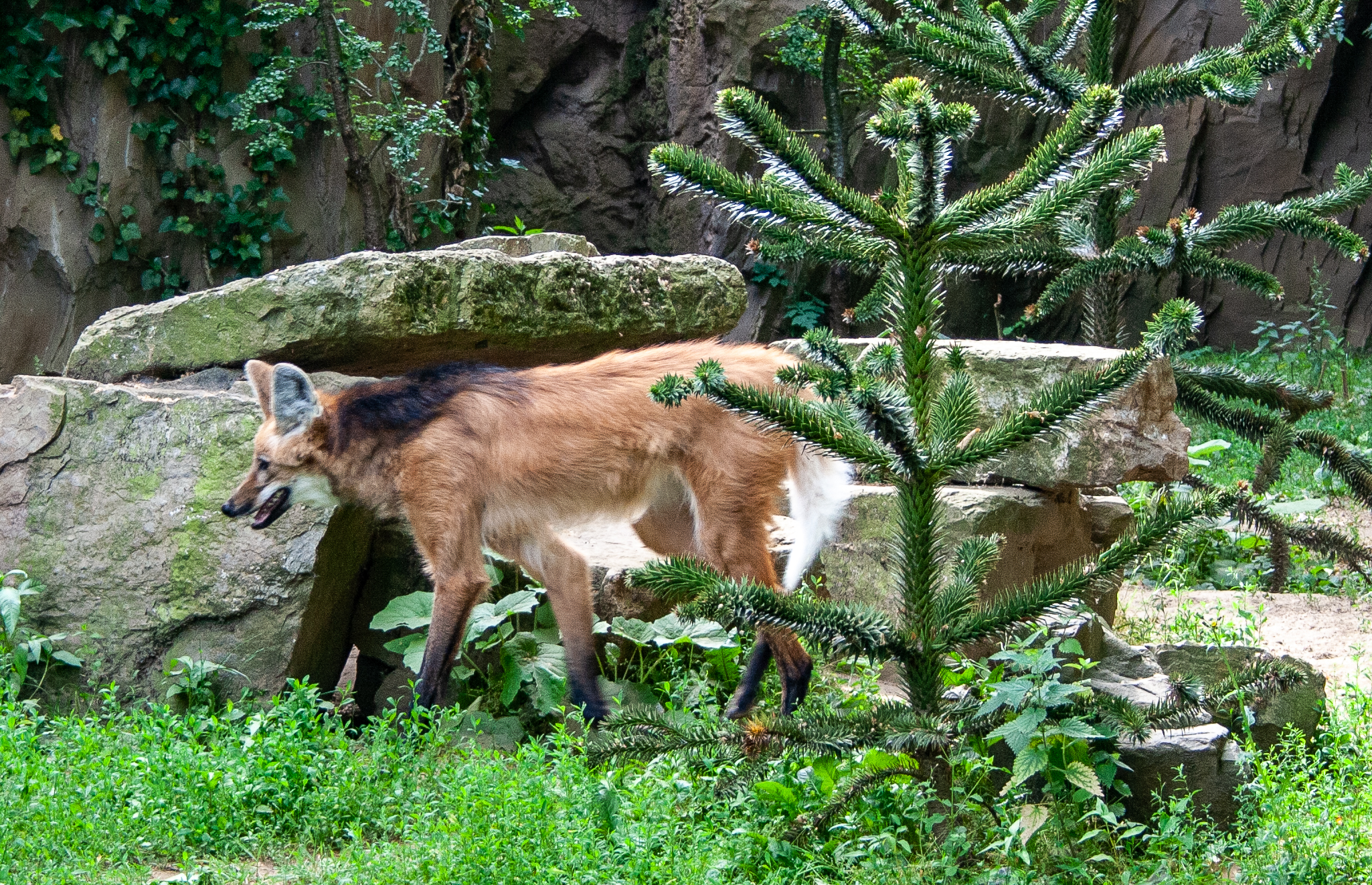
Az amszterdami állatkertben; az előtérben fiatal chilei araukária
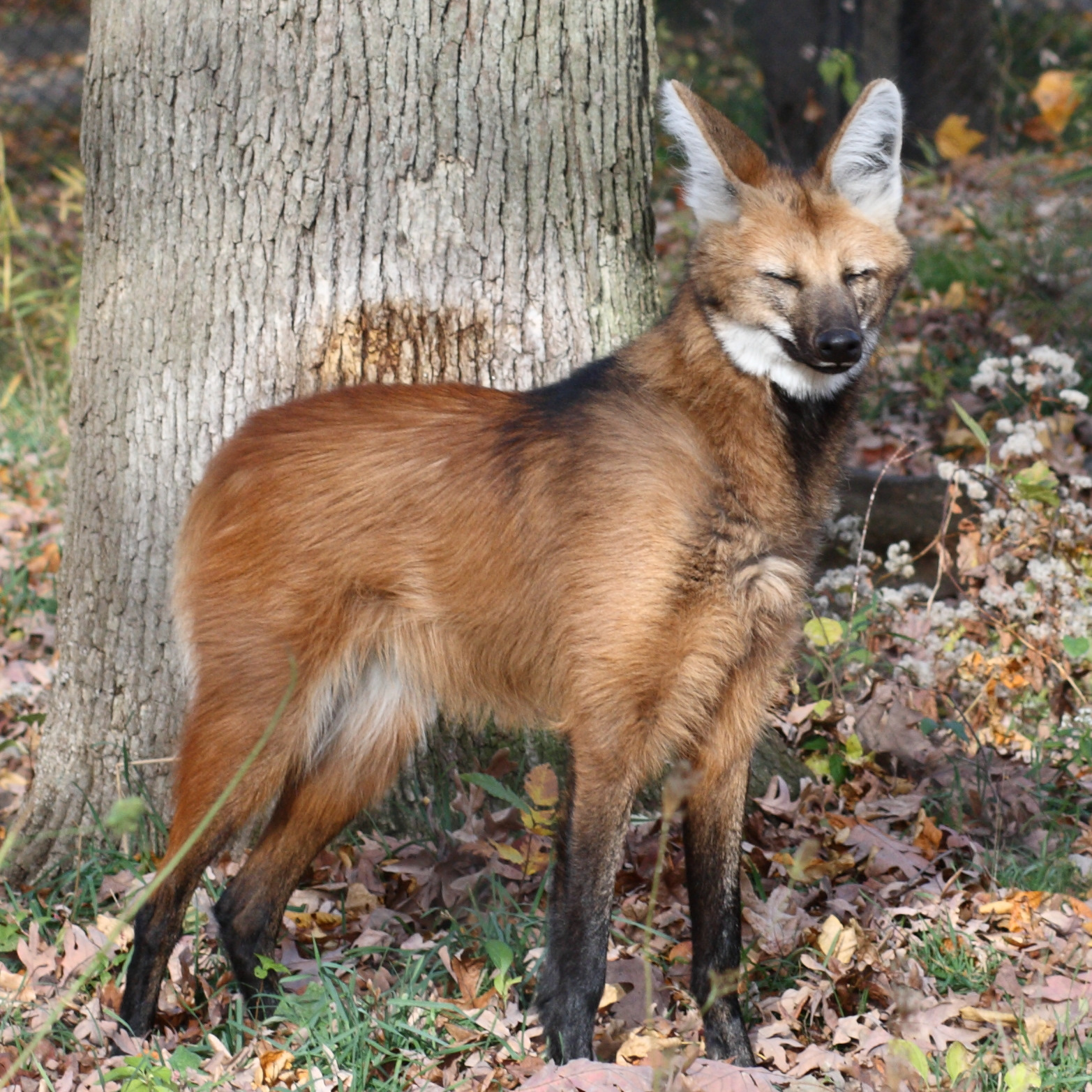
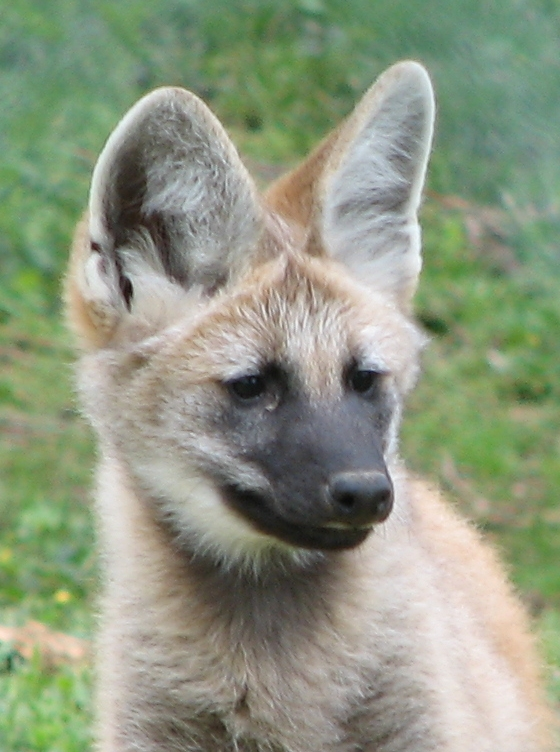
kölyök